# Sila (Émirats arabes unis)
Pour les articles homonymes, voir Sila.
 (mars 2023).
Si vous disposez d'ouvrages ou d'articles de référence ou si vous connaissez des sites web de qualité traitant du thème abordé ici, merci de compléter l'article en donnant les références utiles à sa vérifiabilité et en les liant à la section « Notes et références ».
Sila ou Sila’a (arabe : السلع) est une ville de l'ouest de l'émirat d'Abou Dabi, aux Émirats arabes unis.